# بيتالوفو
بيتالوفو (بالروسية: Пыталово) هي إحدى مدن روسيا في الكيان الفدرالي الروسي بسكوف أوبلاست.